# Liste de stratovolcans
Les stratovolcans listés ci-dessous sont actifs ou l'ont été pendant l'Holocène. Le Global Volcanism Program de la Smithsonian Institution en dénombre plus de 700.
Cette liste est sans doute incomplète et peut-être mal ordonnée. Votre aide est la bienvenue !

## Afrique

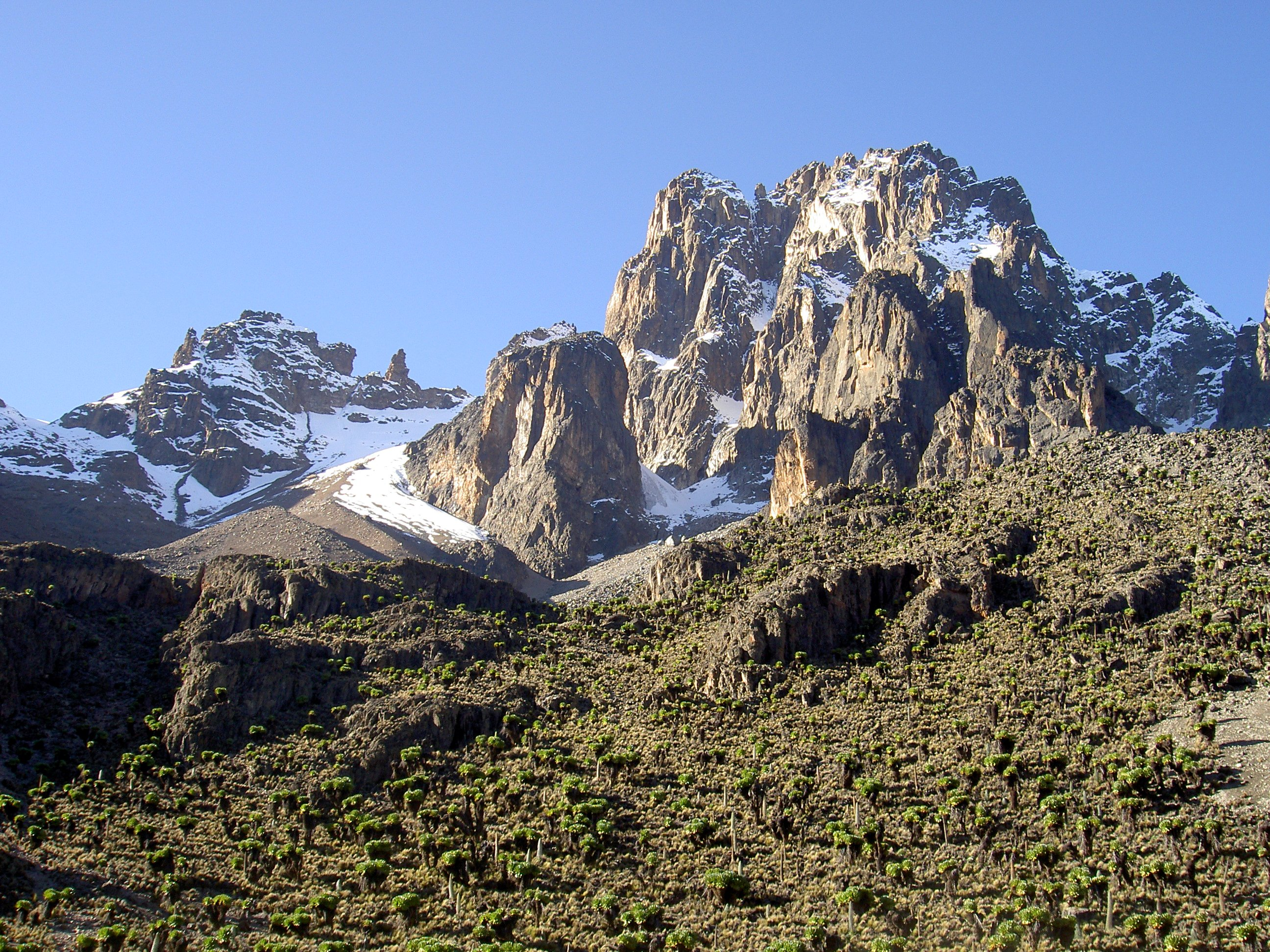
Le mont Kenya en 1972.

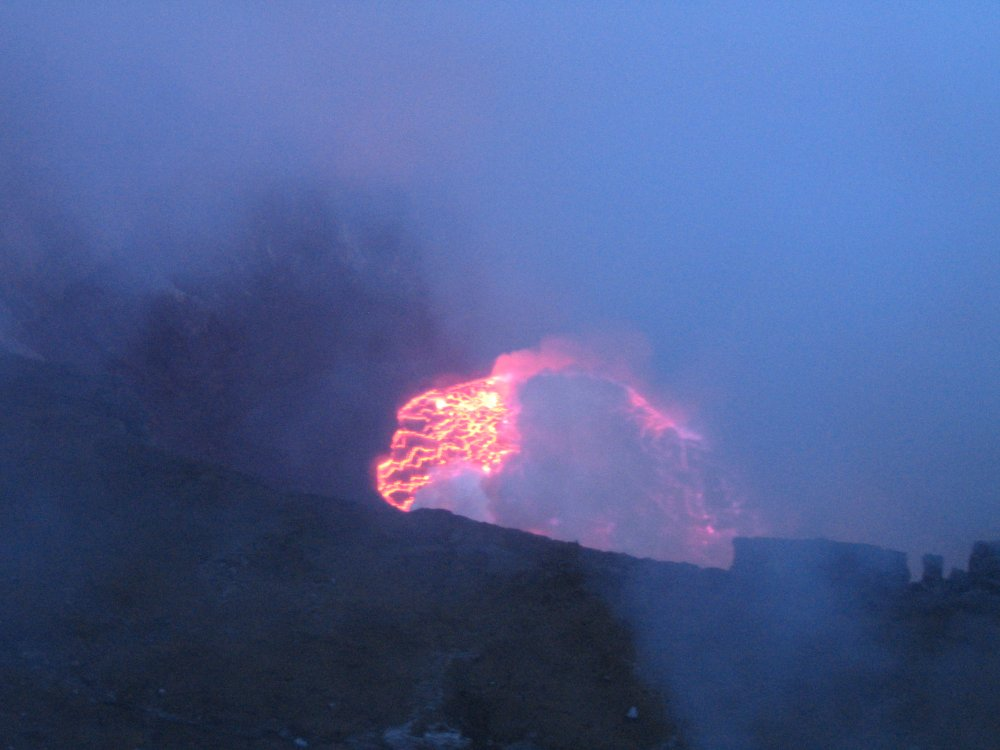
Lac de lave dans le cratère du Nyiragongo.

### Continent
Cameroun
- le mont Cameroun

 Érythrée
- l'Alid

 Éthiopie
- le Borawli (région Afar)

 Kenya
- le mont Kenya, le deuxième plus haut sommet d'Afrique

 Ouganda
- le Gahinga, à la frontière avec le Rwanda
- le mont Moroto
- le Muhavura, à la frontière avec le Rwanda

 République démocratique du Congo
- le mont Karisimbi, à la frontière avec le Rwanda
- le mont Mikeno
- le Nyiragongo, près de Goma (Nord-Kivu). L'un des 16 volcans de la décennie, il comporte un lac de lave actif, qui a débordé en 2002
- le Sabyinyo, à la frontière avec l'Ouganda et le Rwanda
- le Visoke, à la frontière avec le Rwanda

 Tanzanie
- l'Ol Doinyo Lengaï, le seul volcan actif à produire des laves carbonatitiques
- le Kilimandjaro, un ensemble de trois volcans éteints, dont le point culminant de l'Afrique (le pic Uhuru à 5 891,8 mètres d'altitude)
- le mont Méru

### Îles atlantiques
Açores (Portugal)
- Caldeira do Corvo sur l'île de Corvo
- la ponta do Pico sur l'île de Pico

 Ascension (Royaume-Uni)
- le Green Mountain

 Îles Canaries (Espagne)
- le Teide sur l'île de Tenerife
- la Cumbre Vieja sur l'île de La Palma

 Cap-Vert
- le Pico do Fogo sur l'île de Fogo

## Amérique

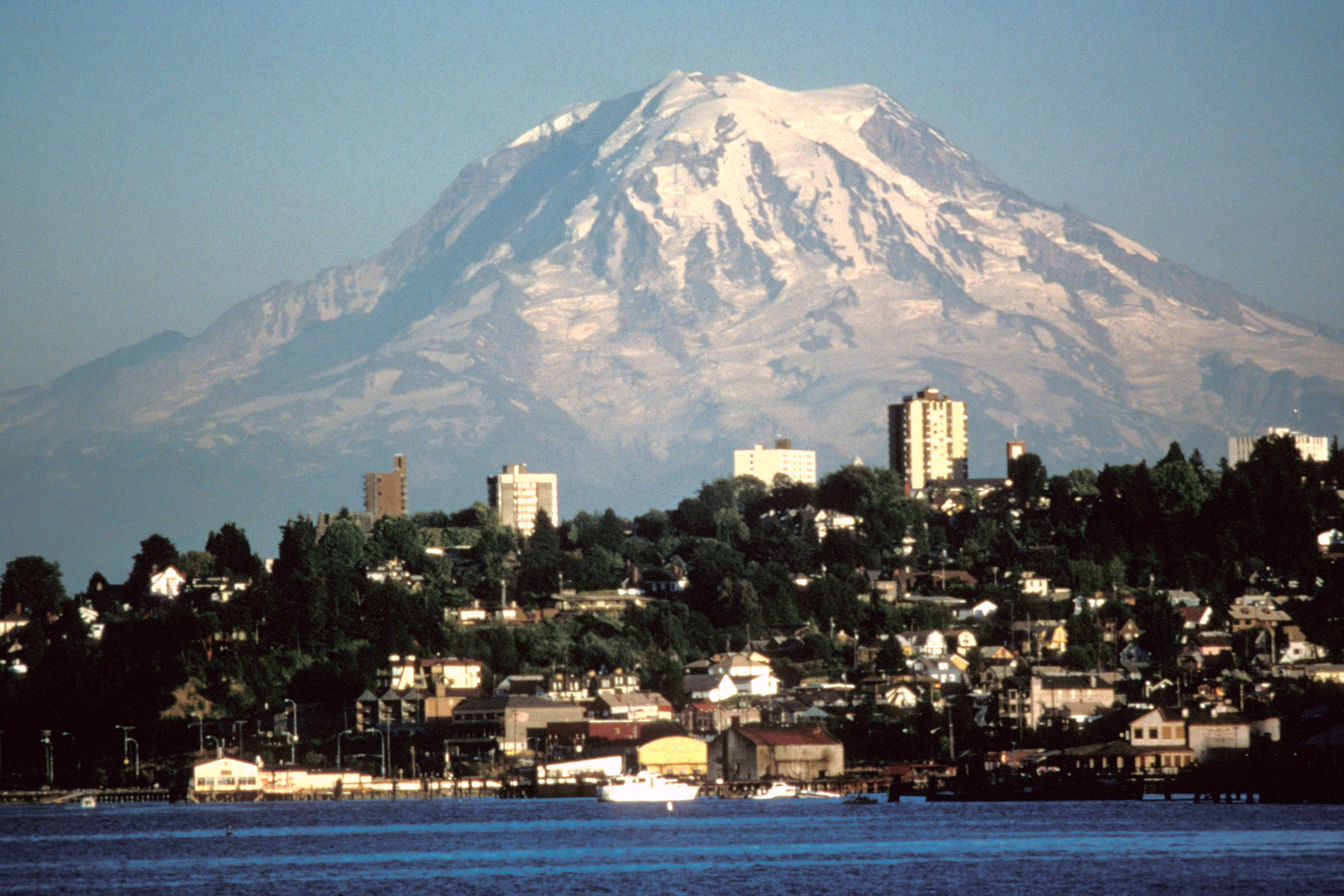
Nord-ouest du mont Rainier, vu depuis Tacoma.

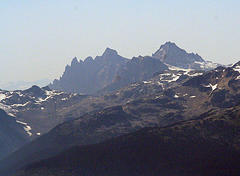
Le mont Cayley le 13 août 2005 (le sommet à droite).

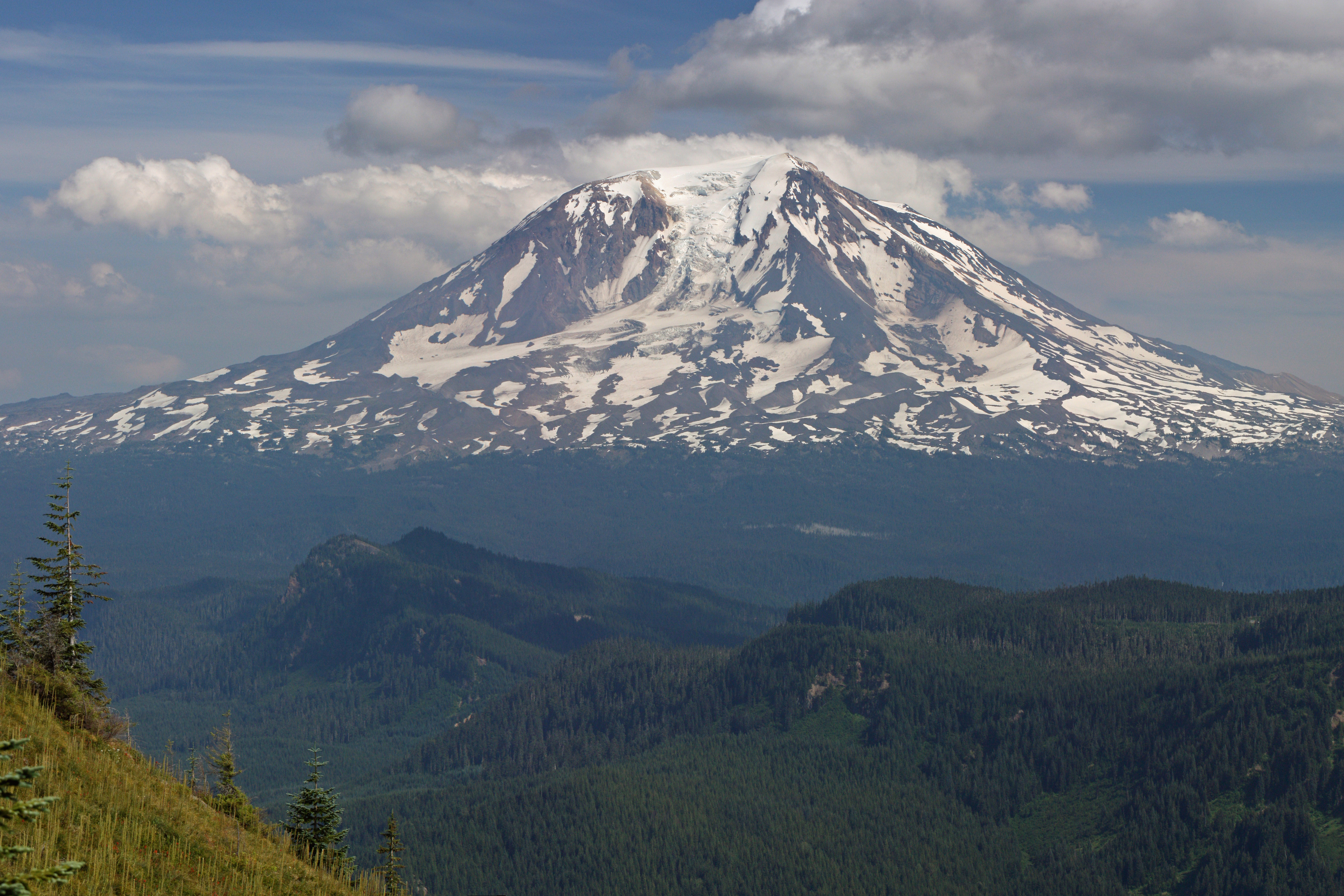
Le mont Adams en 2013.

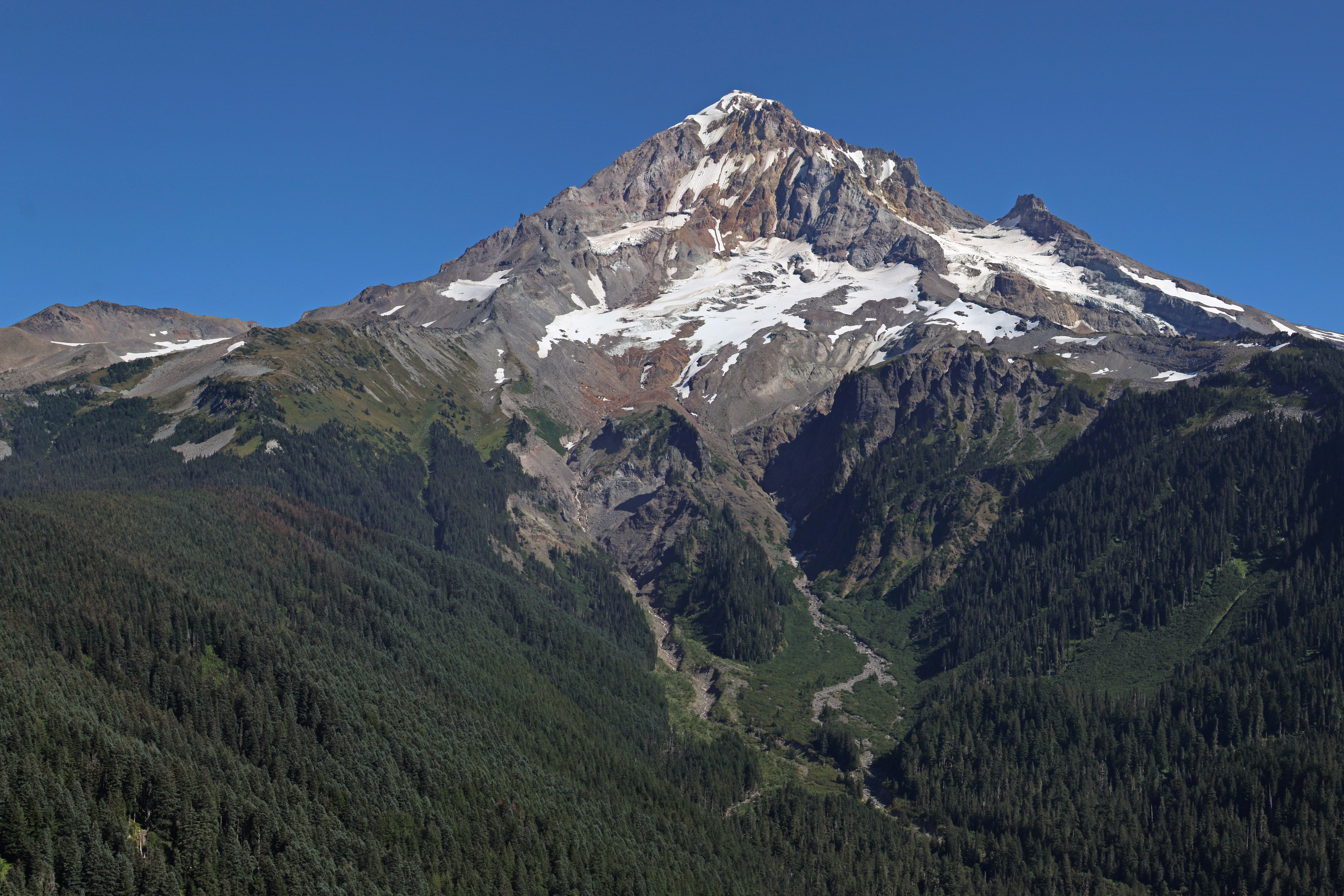
Le mont Hood en 2017.

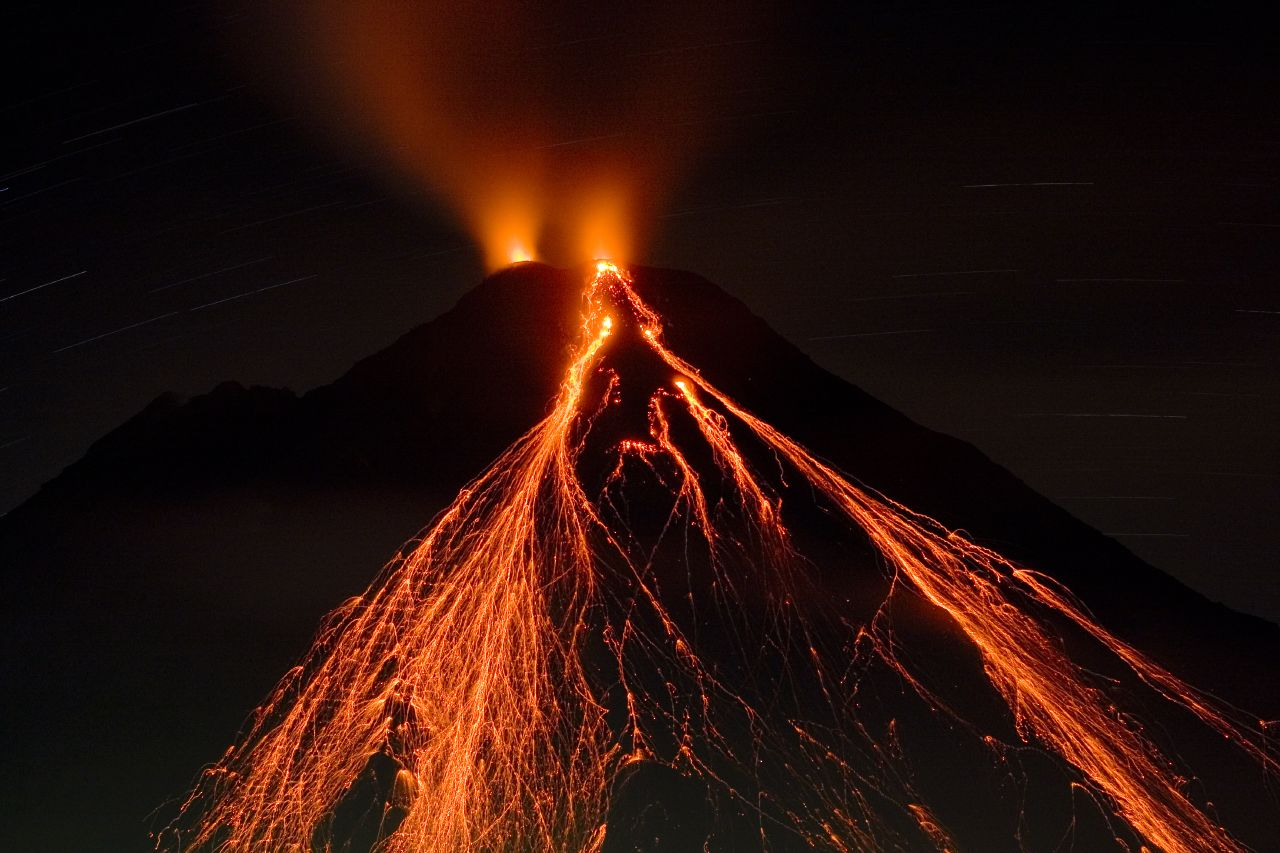
L'Arenal en novembre 2006.

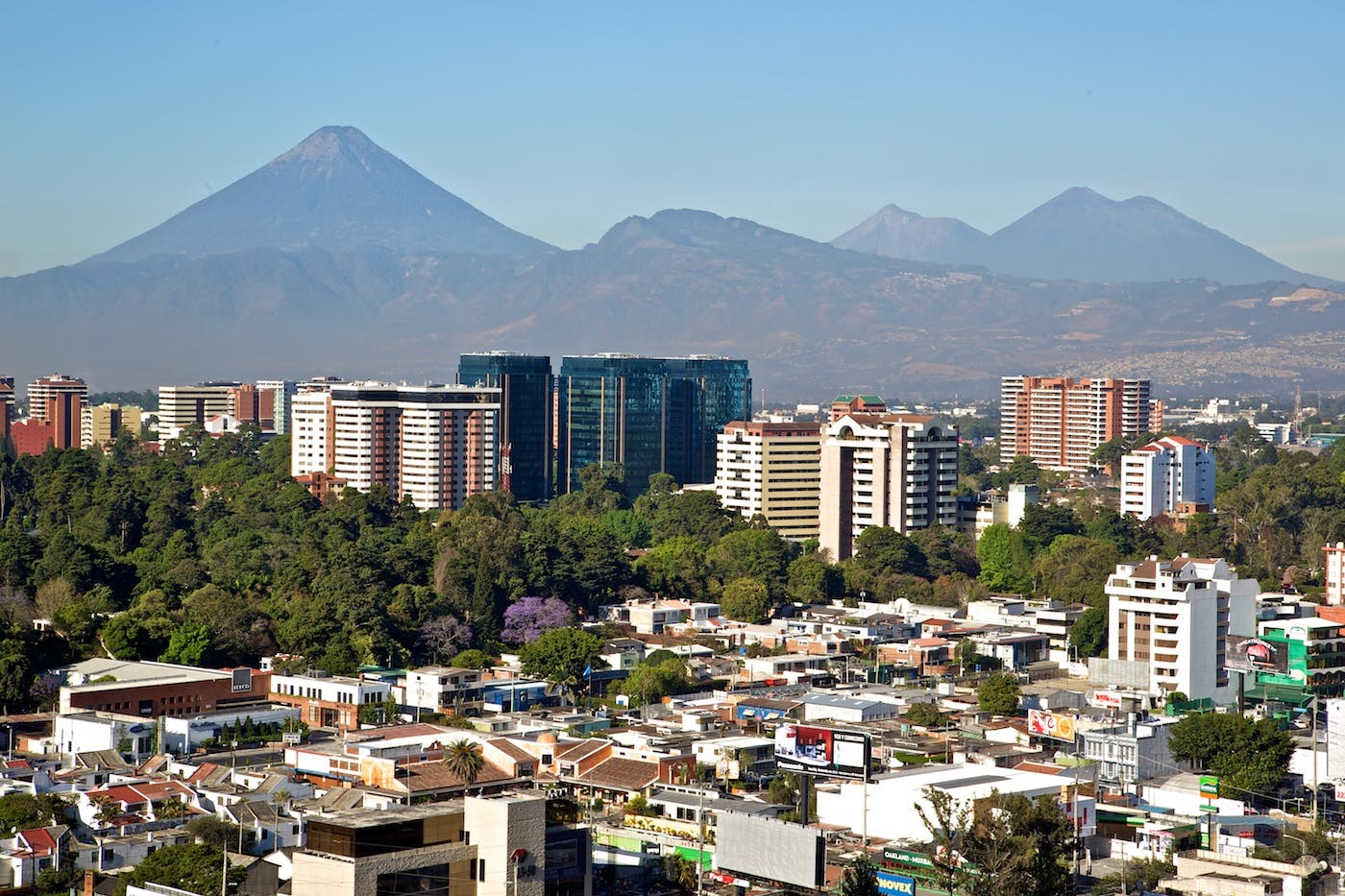
De gauche à droite : l'Agua, le Fuego et l'Acatenango, vus depuis Ciudad de Guatemala.

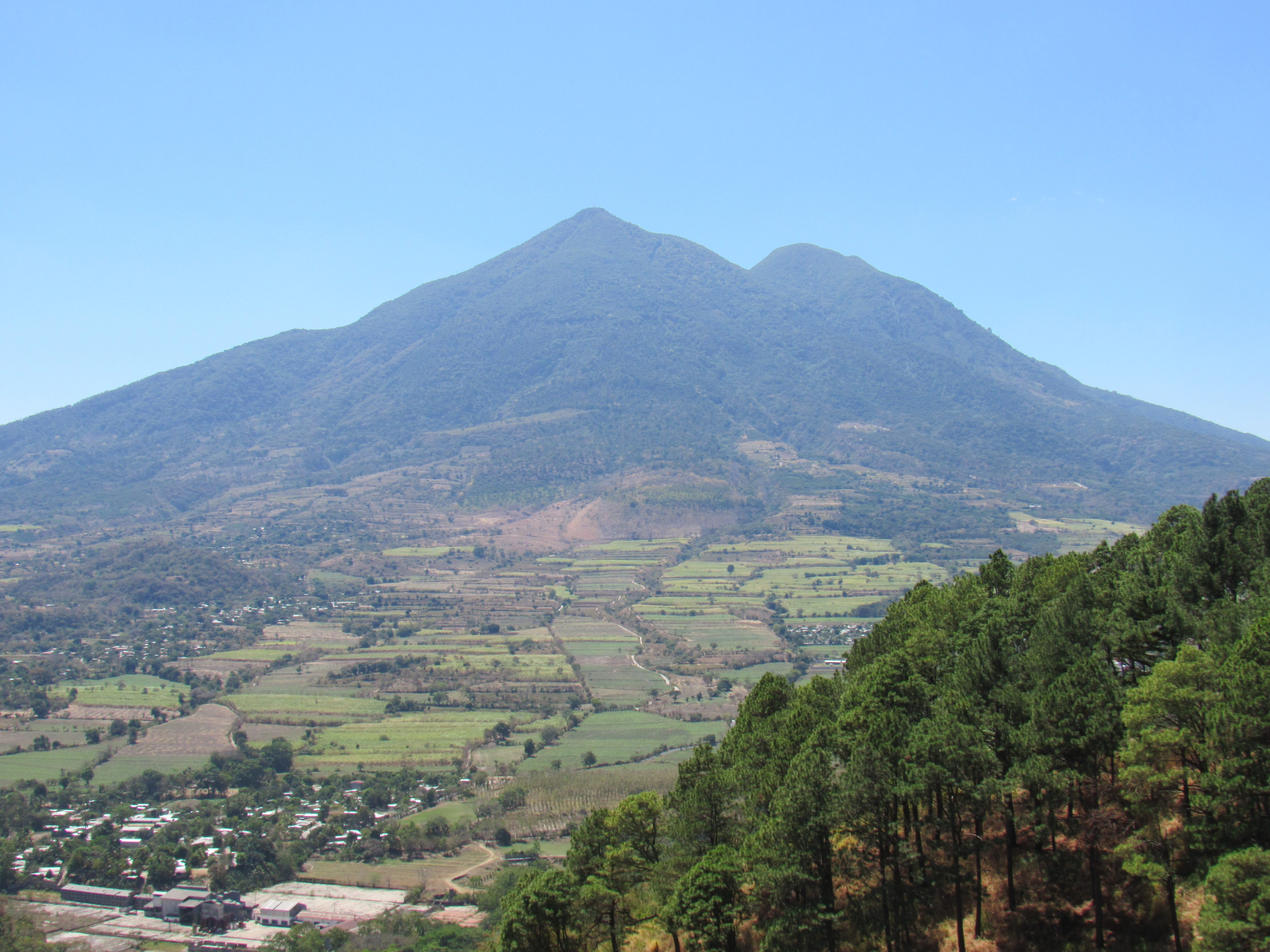
Le San Vicente en 1994.

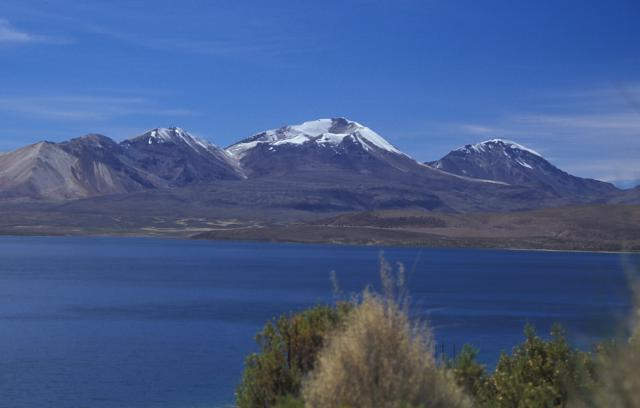
L'Acotango vu du lac Chungará.

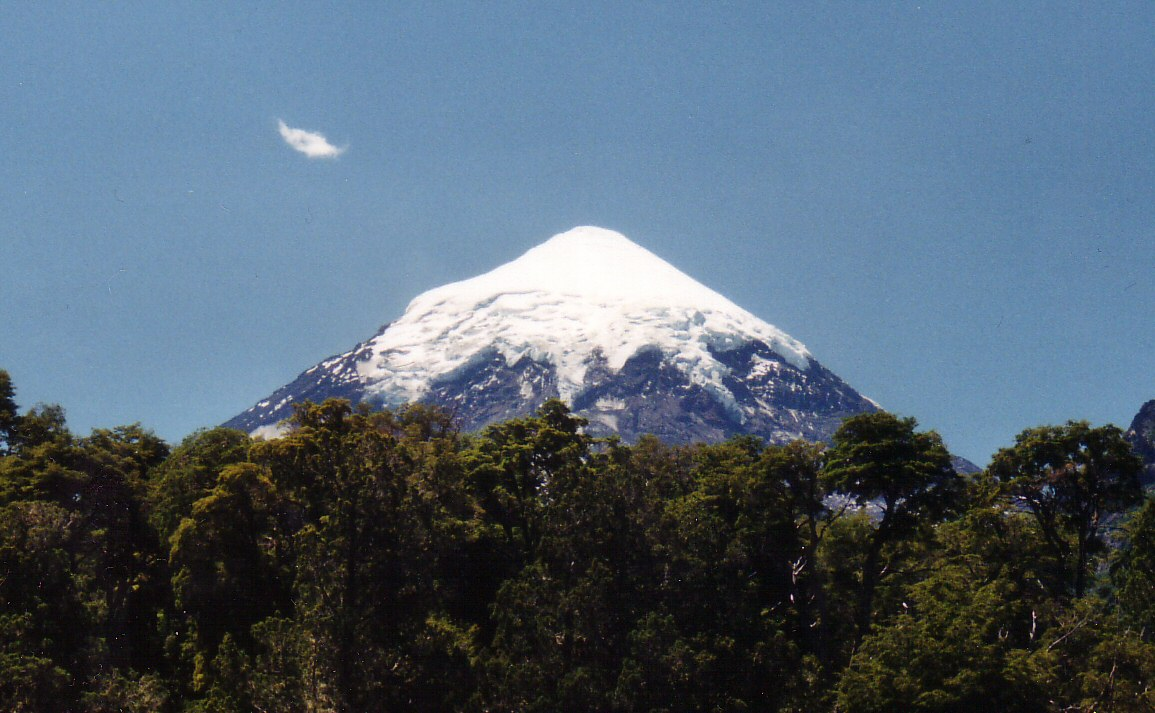
Le Lanín en janvier 1997.

### Amérique du Nord
Canada
Tous les stratovolcans actifs ou récents sont situés en Colombie-Britannique :
- le Black Tusk
- le mont Boucherie
- le mont Cayley (et son champ volcanique)
- le Coquihalla Mountain (en)
- le mont Edziza
- le mont Garibaldi
- le Hoodoo Mountain
- le mont Meager, responsable de l'éruption catastrophique la plus récente du Canada (il y a environ 2 400 ans)
- le mont Price

 États-Unis
Alaska
- le mont Akutan (en)
- l'Amak
- le mont Augustine
- le mont Blackburn
- le mont Bona
- le mont Carlisle
- le mont Chiginagak
- le mont Churchill
- le mont Cleveland
- le mont Douglas
- le mont Fourpeaked
- le mont Griggs
- le mont Iliamna
- le Kanaga
- le mont Katmai
- le Korovin
- le mont Mageik
- le mont Pavlof
- le mont Redoubt
- le mont Shishaldin
- le mont Spurr
- le Tanaga
- le Trident
- l'Ugashik-Peulik
- le mont Veniaminof
- le Vsevidof (en)

Arizona
- les pics San Francisco

Californie
- le pic Lassen
- le Mammoth Mountain
- le mont Shasta

Nouveau-Mexique
- le mont Taylor

Oregon
- le mont Bachelor
- le Black Butte
- le Broken Top
- le mont Hood
- le mont Jefferson
- le mont McLoughlin
- le mont Scott
- les Three Sisters. Les Trois Sœurs sont en fait un complexe de trois stratovolcans. Sont également connu sous le noms de « Faith » ( La foi, North Sister) « Hope » (L'espoir, Middle Sister) et « Charity » (La charité, South Sister)[1]. On pense que seule South Sister possède encore une chambre magmatique active[2].

Washington
- le mont Adams
- le mont Baker
- le pic Glacier
- le mont Rainier, l'un des 16 volcans de la décennie, ce volcan représente une menace similaire pour Seattle que le Vésuve a pour Naples[3].
- le Nevado de Toluca
- le mont Saint Helens. La grande éruption de Mai 1980 a été précédée d'un glissement de terrain ayant décapité le sommet; 40 ans plus tard, l'environnement se remet encore de l'explosion.

 Mexique
- le Colima, l'un des 16 volcans de la décennie
- l'Iztaccíhuatl
- le Nevado de Toluca
- le pic d'Orizaba
- le Popocatepetl, à 70 km au sud-est de Mexico

### Amérique centraleetCaraïbes
Costa Rica
- l'Arenal à La Fortuna (canton de San Carlos, province d'Alajuela)
- le Chato (en), dans le canton de San Carlos (province d'Alajuela)
- l'Irazú, dans les provinces de Cartago et de San José
- le Poás, dans la province d'Alajuela
- le Turrialba, dans le canton du même nom (province de Cartago)

 Dominique
- le morne Diablotins

 France
- la montagne Pelée en Martinique
- la Soufrière sur l'île de Basse-Terre, en Guadeloupe

 Grenade
- le mont Sainte-Catherine

 Guatemala
- l'Acatenango
- le Volcán de Agua
- l'Almolonga  (ou Cerro Quemado)
- l'Atitlán
- le Chingo, à la frontière du Salvador
- le Volcán de Fuego
- l'Ipala
- le Jumay (en)
- le Moyuta
- le Pacaya
- le San Pedro
- le Santa María, l'un des 16 volcans de la décennie. Il a un second sommet dénommé le Santiaguito
- le Siete Orejas (es)
- le Suchitán
- le Tacaná, à la frontière avec le Mexique
- le Tahual
- le Tajumulco, point culminant de l'Amérique centrale
- le Tecuamburro
- le Tolimán

 Nicaragua
- le Momotombo
- le San Cristóbal
- le Telica

 Panama
- le Barú

 Pays-Bas
- le mont Scenery sur l'île de Saba

 Royaume-Uni
- la Soufrière sur l'île de Montserrat. Les éruptions de 1995 ont conduit à abandonner la capitale Plymouth

 Saint-Vincent-et-les-Grenadines
- la Soufrière sur l'île de Saint-Vincent

 Salvador
- le Chinameca, dans le département de San Miguel
- le Guazapa, dans le département de San Salvador
- l'Izalco
- le San Miguel, dans le département du même nom
- le San Vicente (ou Chichontepec), dans les départements de San Vicente et de La Paz
- le Santa Ana, dans le département du même nom
- le Taburete

### Amérique du Sud
Bolivie
- l'Uturuncu

 Chili
- l'Acotango, à la frontière avec la Bolivie
- l'Arenales
- le Calbuco ; sa dernière éruption date d'avril 2015
- le Callaqui
- le Chaitén
- le Copahue
- le mont Hudson
- l'Irruputuncu, à la frontière avec la Bolivie
- le Lanín, à la frontière avec l'Argentine
- le Láscar
- le Licancabur
- le Llaima
- le Nevados de Chillán
- le Nevado Ojos del Salado, à la frontière avec l'Argentine ; c'est le volcan le plus haut du monde
- le Parinacota ; sa dernière éruption date d'avril 2008
- la Sierra Nevada (stratovolcan) (en)
- le Solo, en Patagonie près de la frontière avec l'Argentine
- le Villarrica

 Colombie
- le Galeras, l'un des 16 volcans de la décennie
- le Nevado del Huila
- le Nevado del Quindío
- le Nevado del Ruiz, dans le Tolima ; en 1985 une éruption a produit des lahars destructeurs qui ont englouti la ville d'Armero
- le Nevado del Tolima

 Équateur
- l'Altar
- l'Antisana
- le Carihuairazo
- le Cayambe
- le Chimborazo
- le Corazón
- le Cotopaxi
- le Guagua Pichincha
- l'Illiniza
- le Reventador
- le Sangay
- le Tungurahua

 Pérou
- le Chachani
- le Misti, proche de la ville d'Arequipa
- l'Ubinas

## Antarctique
- le pic Brown
- le mont Discovery
- le mont Erebus
- le mont Harcourt (en)
- le mont Melbourne
- le mont Overlord (en)
- l'île Penguin

## Asie

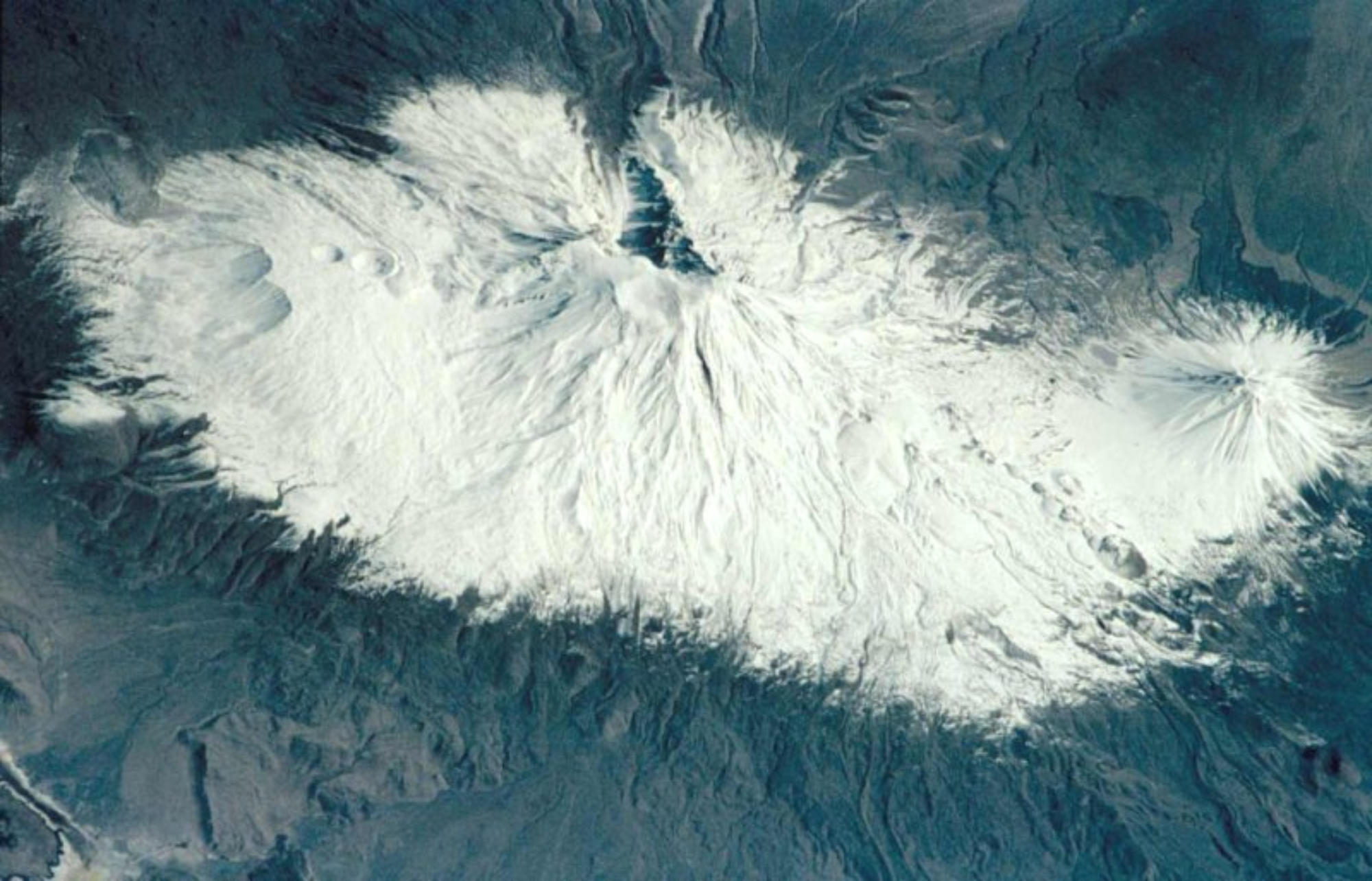
Le mont Ararat vu d'un satellite.

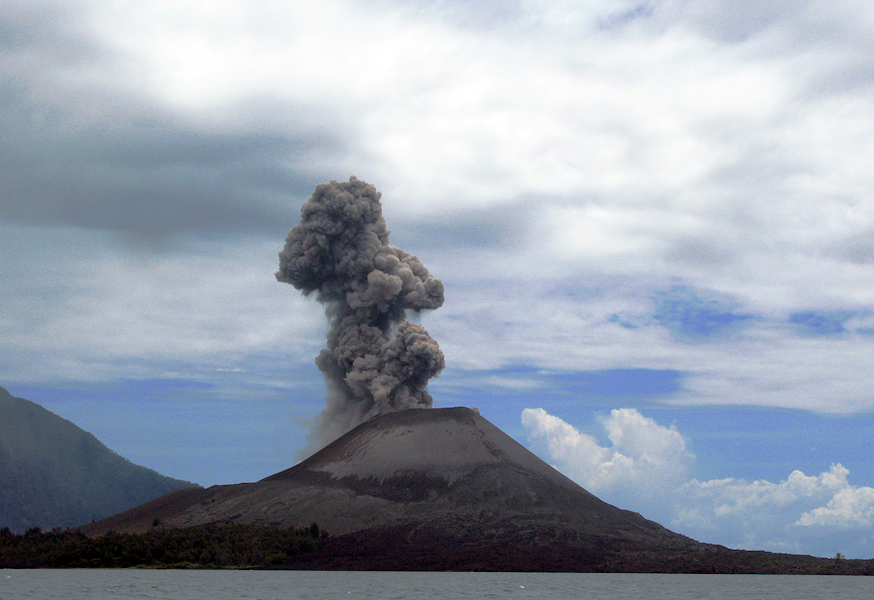
Activité volcanique de l'Anak Krakatoa.

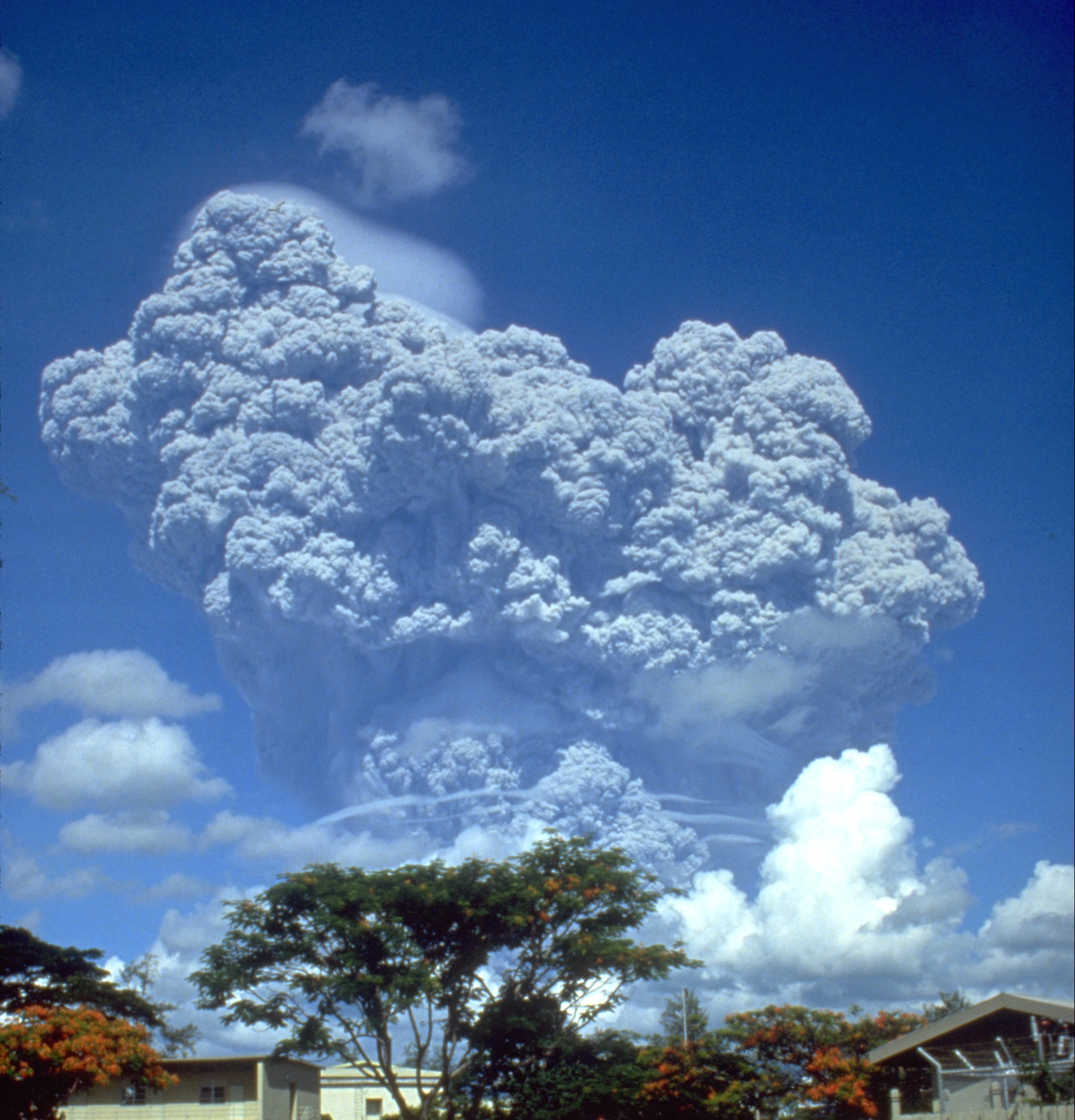
Panache de cendres du Pinatubo lors de l'éruption de juin 1991.

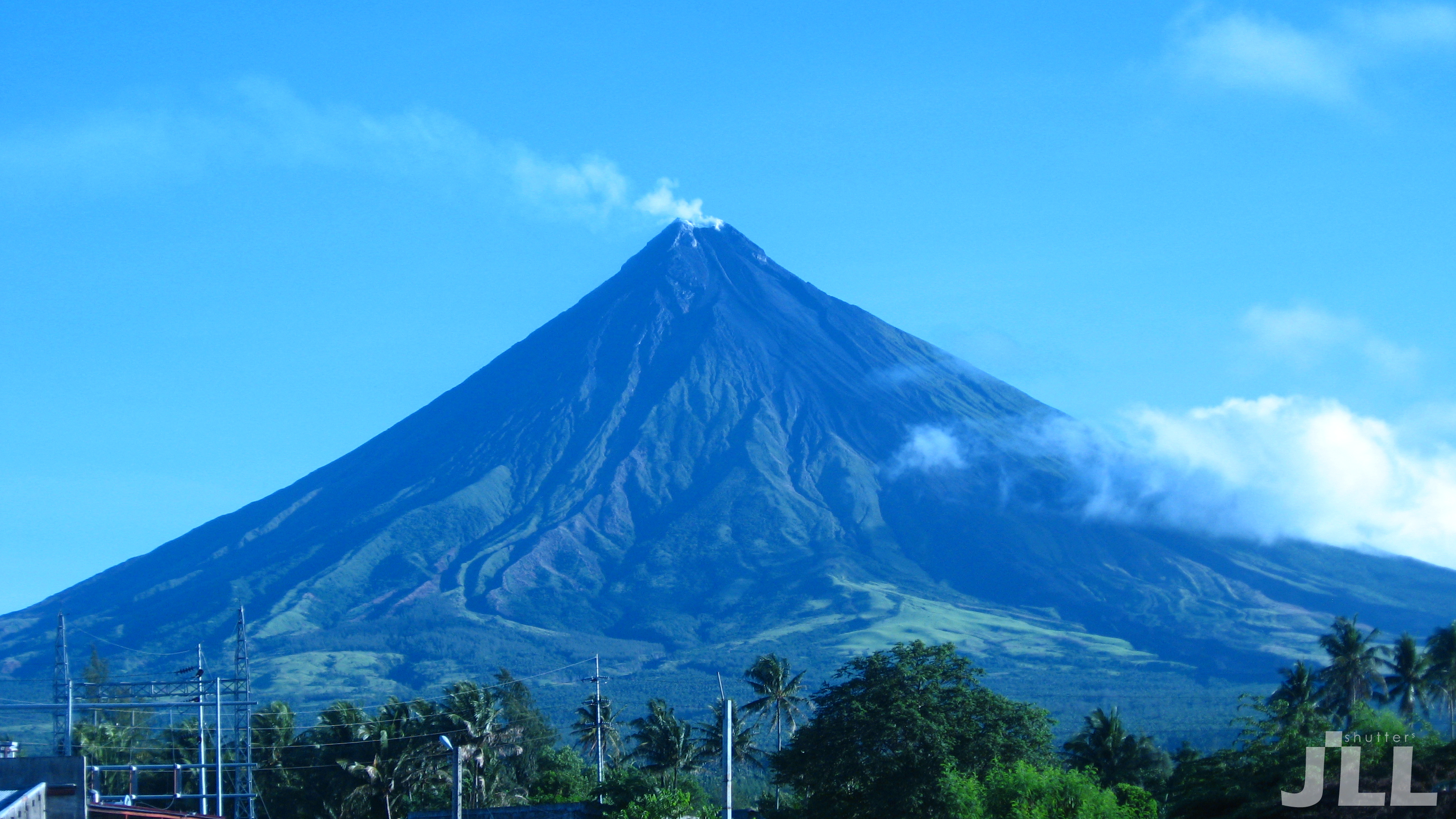
Le Mayon, le 8 mai 2010.

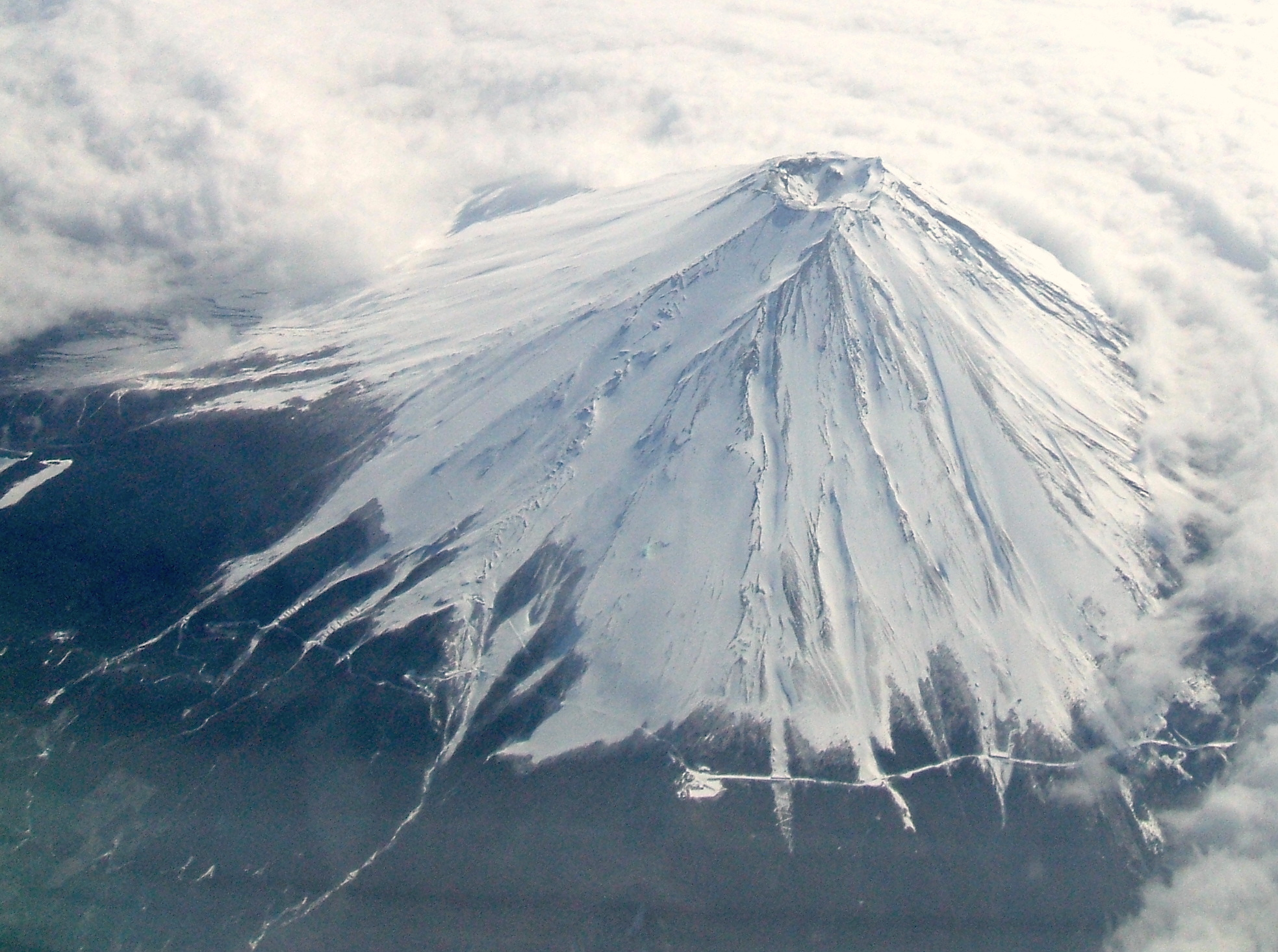
Le mont Fuji.

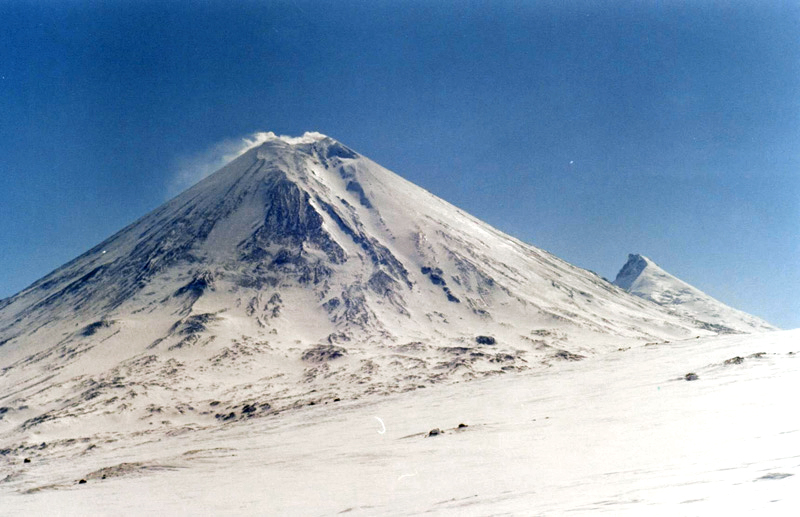
Le Klioutchevskoï en juillet 2006.

### Moyen-Orient
Iran
- le mont Bazman
- le mont Damavand
- le Sahand
- le Savalan
- le Taftan

 Turquie
- le mont Hasan
- le mont Ararat et le petit Ararat (en)
- le mont Erciyes

 Yémen
- le Djébel Teir, une île de la mer Rouge

### Asie du Sud
Inde
- l'île Barren, le seul stratovolcan actif du sous-continent indien

### Asie du Sud-Est
Indonésie
- l'Agung (Bali)
- l'Argapura (est de Java)
- l'Arjuno-Welirang (est de Java)
- l'Awu (Sangir)
- le Baluran (est de Java)
- le Batur (Bali)
- le Bromo (est de Java)
- le Butak (est de Java)
- le Ciremai (ouest de Java)
- le Colo (Una-Una)
- le Dempo (Sumatra)
- l'Ebulobo (Florès)
- l'Egon (Florès)
- l'Empung (Célèbes)
- le Galunggung (ouest de Java)
- le Gamalama (Ternate)
- le mont Gamkonora (Halmahera)
- le mont Gede (ouest de Java)
- le Geureudong (Sumatra)
- le Guntur (ouest de Java)
- le mont Ibu (Halmahera)
- l'Iliboleng (Adonara)
- l'Inierie (Florès)
- l'Iya (Florès)
- le Kaba (Sumatra)
- le Kamojang (ouest de Java)
- le Karangetang (Siau)
- le Kawi (est de Java)
- le Kelud (est de Java)
- le Kerinci (Sumatra)
- le Klabat (Célèbes)
- le Krakatoa ; l'éruption d'août 1883 est l'une des plus violentes de l'histoire
  - l'Anak Krakatoa, émergé vers 1927-1930
- le Lamongan (est de Java)
- le Lawu (centre de Java)
- le Lewotobi (Florès)
- le Lewotolo (Lembata)
- le Lokon (Célèbes)
- le Mahawu (Célèbes)
- le Malabar (ouest de Java)
- le Marapi (Sumatra)
- le Merapi (centre de Java), l'un des 16 volcans de la décennie
- le Merapi (est de Java)
- le Merbabu (centre de Java)
- le Muria (centre de Java)
- le Pangrango (ouest de Java)
- le Papandayan (ouest de Java)
- le mont Penanggungan (est de Java)
- le Raung (est de Java)
- le mont Rinjani (Lombok)
- le Rokatenda (Palu'e)
- le Salak (ouest de Java)
- le Semeru (est de Java)
- le mont Serua (Pulau Serua)
- le Seulawah Agam (Sumatra)
- le Sibayak (Sumatra)
- le Sinabung (Sumatra)
- le Slamet (centre de Java)
- le Soputan (Célèbes)
- le Sorikmarapi (Sumatra)
- le Sumbing (centre de Java)
- le Sundoro (centre de Java)
- le Talagabodas (ouest de Java)
- le Talamau (Sumatra)
- le mont Talang (Sumatra)
- le Tambora (Sumbawa) ; son éruption de 1815 est à l'origine de l'année sans été en 1816
- le Tampomas (ouest de Java)
- le Tandikat (Sumatra)
- le Tangkuban Parahu (ouest de Java)
- le Telomoyo (centre de Java)
- le Tongkoko (Célèbes)
- l'Ungaran (centre de Java)
- le Wurlali (Damer)

 Malaisie
- le Bombalaï (en) (Sabah, sur Bornéo)

 Philippines
- le mont Apo, près de Davao (Mindanao), le point culminant des Philippines
- l'Arayat (en) (Pampanga, sur Luçon)
- le mont Banahaw (Quezon, sur Luçon), l'un des volcans les plus actifs des Philippines ; son éruption de 1730 a produit une avalanche de débris (en) et provoqué le déversement du lac de cratère, causant la submersion de Sariaya
- le Bulusan (Sorsogon, sur Luçon)
- l'Iriga (en) (Camarines Sur, sur Luçon)
- le mont Isarog (Camarines Sur, sur Luçon)
- le Kanlaon (Negros)
- le mont Makiling (Laguna, sur Luçon)
- le Malindig (en) (Marinduque)
- le Mariveles (en) (Bataan, sur Luçon)
- le Mayon (Albay, sur Luçon), le volcan le plus actif des Philippines, réputé pour son cône parfaitement symétrique
- le Natib (en) (Bataan, sur Luçon)
- le Pinatubo (Zambales, sur Luçon) ; son éruption catastrophique de juin 1991 a eu des effets environnementaux globaux ; elle a formé une caldéra, remplie depuis par un lac de cratère
- le Talinis (Negros)

### Asie de l'Est
Corée du Nord
- le mont Paektu, à la frontière chinoise ; c'est le point culminant de la Corée

 Japon
- le mont Adatara
- le mont Azuma-kofuji
- le mont Chinishibetsu
- le mont Fuji, le point culminant du Japon ; sa dernière éruption date de 1708
- le mont Haruna
- le mont Higashiazuma
- le mont Issaikyō
- le mont Iwate
- le mont Mihara (Izu ō-shima)
- le mont Nakaazuma
- le mont Nishiazuma
- le mont Okkabake
- le mont Poromoi
- le mont Rusha
- le Sakurajima, l'un des 16 volcans de la décennie
- le mont Samakke Nupuri
- le mont Sashirui
- le mont Shibetsu
- le mont Unzen, l'un des 16 volcans de la décennie
- le mont Yufu
- le mont Zaō

 Taïwan
- l'île Guishan

### Asie du Nord
Russie
- l'Avatchinski (Kamtchatka), l'un des 16 volcans de la décennie
- le Bezymianny (Kamtchatka)
- le Chiveloutch (Kamtchatka)
- le Gamtchien (Kamtchatka)
- le Kamen (Kamtchatka)
- le Karymski (Kamtchatka)
- le Klioutchevskoï (Kamtchatka)
- le Koriakski (Kamtchatka), l'un des 16 volcans de la décennie
- le Kronotski (Kamtchatka)
- le Moutnovski (Kamtchatka)
- l'Oudina (Kamtchatka)
- le Sarytchev (île de Matoua)
- le Zimina (Kamtchatka)

## Europe

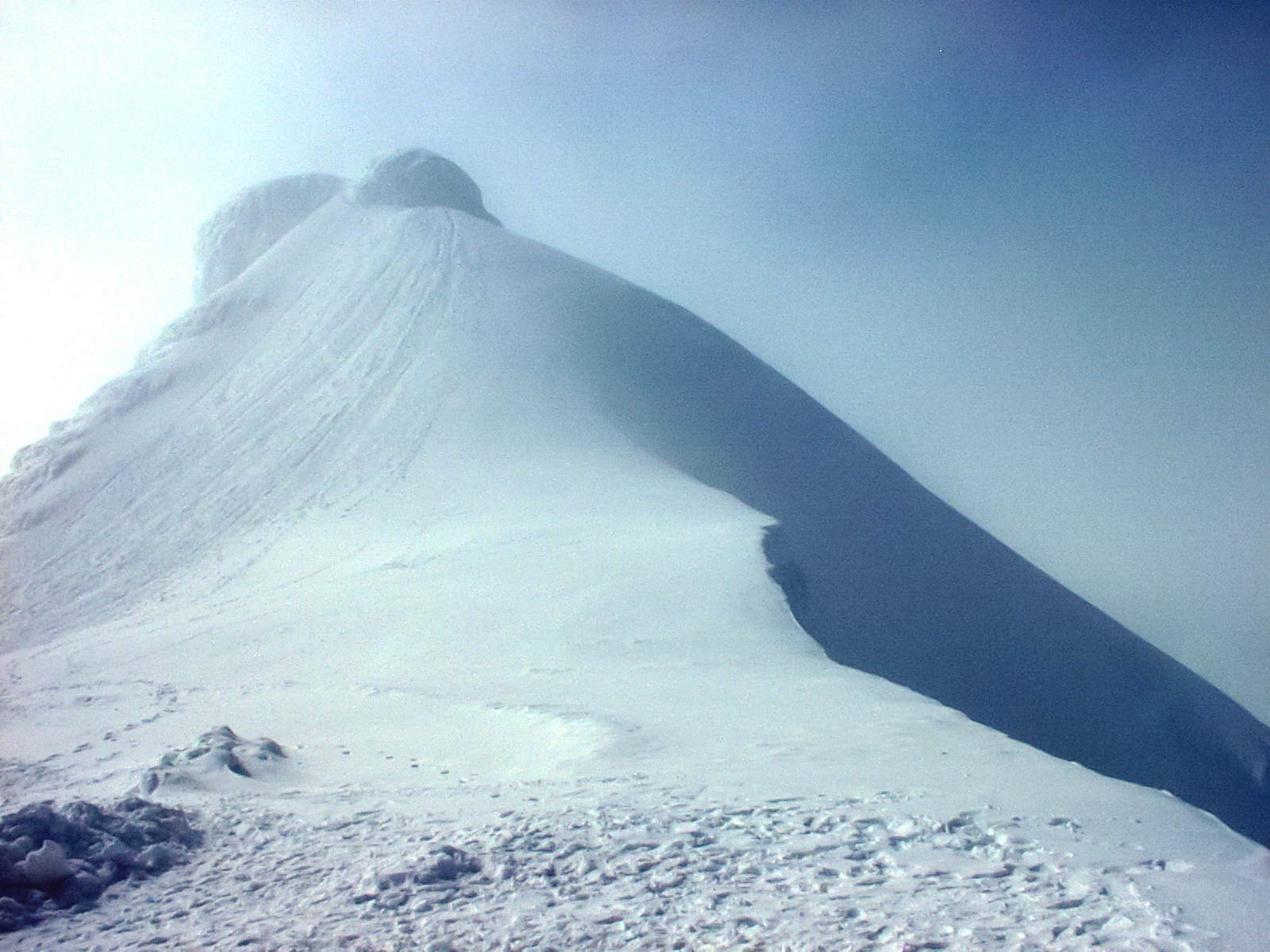
Sommet du Snæfellsjökull.

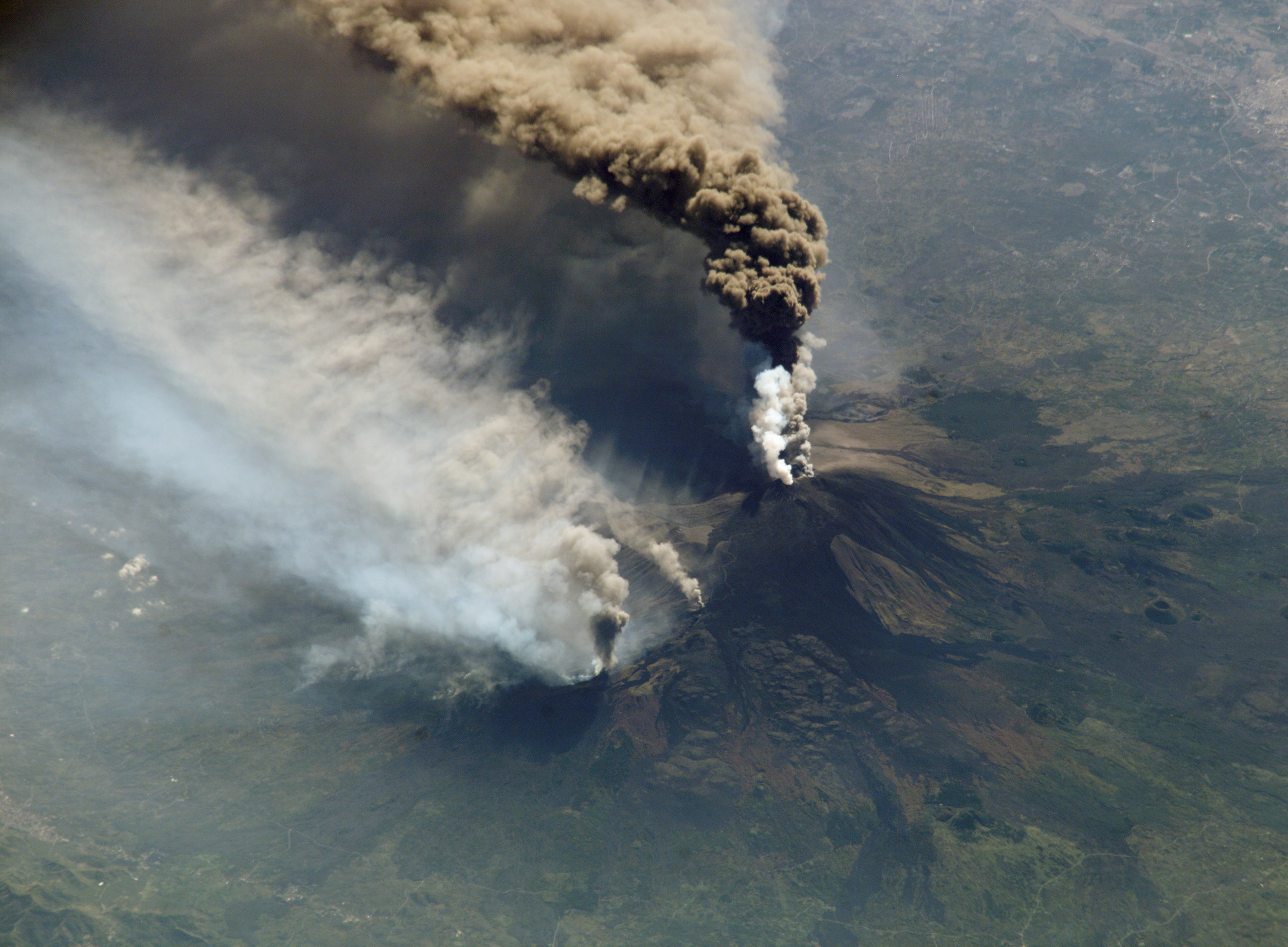
Éruption de l'Etna en 2002, vue depuis l'ISS.

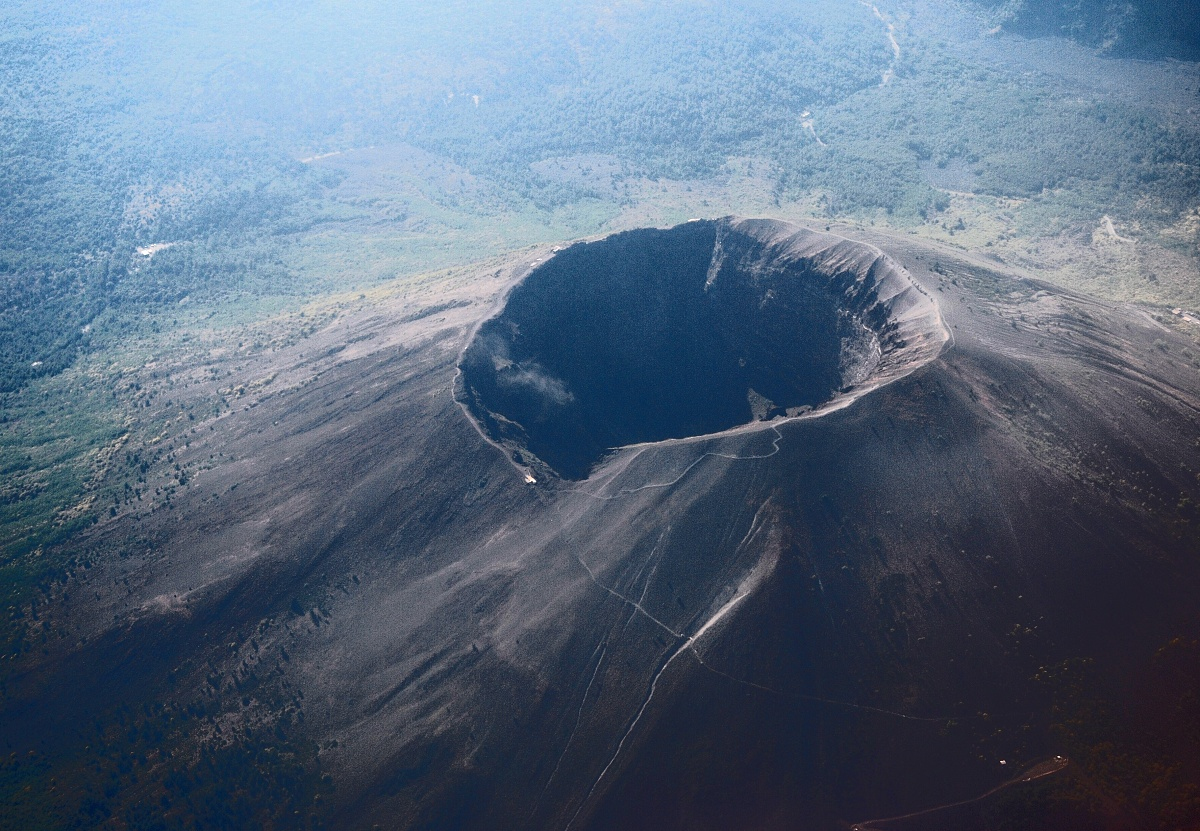
Vue aérienne du Vésuve.

### Caucase
Arménie
- l'Aragats

 Géorgie
- le Chavnabada
- le Didi Abouli
- le mont Kazbek
- le mont Samsari
- le Tavkvetili (en)
- le Tsiteli Khati (en)

 Russie
- l'Elbrouz (nord du Caucase) ; c'est le point culminant du continent européen

### Europe de l'Ouest
France
- les monts Dore
- les monts du Cantal

 Italie
- l'Etna, près de Catane (Sicile), le volcan actif le plus haut d'Europe et l'un des 16 volcans de la décennie
- le Vésuve, 9 km à l'est de Naples (Campanie), célèbre pour sa violente éruption de 79 ; sa dernière éruption date de mars 1944 ; c'est l'un des 16 volcans de la décennie
- le Stromboli (îles Éoliennes), perpétuellement en éruption depuis plus de 2 000 ans
- le Vulcano (îles Éoliennes) ; sa dernière éruption date de 1890
- les monts Albains, 20 km à l'est de Rome. Leur dernière éruption date d'environ 5 000 ans av. J.-C.

### Scandinavie
Islande
- l'Askja
- le Bárðarbunga
- l'Eldfell (île d'Heimaey)
- l'Eyjafjöll, dont l'éruption de 2010 a provoqué des perturbations du trafic aérien
- l'Hamarinn
- l'Hekla
- l'Helgafell (île d'Heimaey)
- le Kverkfjöll
- l'Öræfajökull
- le Snæfellsjökull

 Norvège
- le Beerenberg (île Jan Mayen), le volcan actif le plus septentrional au monde

## Océanie
Îles Mariannes du Nord
- l'Anatahan

 Nouvelle-Zélande
- la péninsule de Banks
- le mont Ngauruhoe
- le mont Ruapehu
- le mont Taranaki (ou Egmont)
- le mont Tongariro
- l'île White Island

 Papouasie-Nouvelle-Guinée
- le Rabaul, dont la dernière éruption date de 2014
- l'Ulawun, l'un des 16 volcans de la décennie